# Lucius Calpurnius Piso (Konsul 175)
Lucius Calpurnius Piso war ein römischer Politiker zum Ende des 2. Jahrhunderts n. Chr.
Calpurnius Piso entstammte einer alten italischen Familie und war wohl ein Enkel des Konsuls des Jahres 111, Gaius Calpurnius Piso. Ein möglicher Bruder war Servius Calpurnius Scipio Orfitus, der im Jahr 172 Konsul war. Im Jahr 175 amtierte Calpurnius Piso zusammen mit Publius Salvius Iulianus als ordentlicher Konsul.